# Nadlice
Nadlice és un poble i municipi d'Eslovàquia que es troba a la regió de Trenčín.

## Història
La primera menció escrita de la vila es remunta al 1113.

## Demografia
| Godina             | 1994 | 2004   | 2014 | 2024   |
| ------------------ | ---- | ------ | ---- | ------ |
| Nombre de persones | 619  | 639    | 639  | 584    |
| Diferència         |      | +3,23% | +0%  | −8,60% |

| Godina             | 2023 | 2024   |
| ------------------ | ---- | ------ |
| Nombre de persones | 593  | 584    |
| Diferència         |      | −1,51% |

## Fills il·lustres
- Dezider Kardos (1914-1991) compositor musical.